# 自由意志論證
自由意志論證，也被称为自由意志悖論、神学宿命论，這爭論主要探討全知和自由意志是否相容，因此任何關於上帝的这两种特性是否相容都有爭議。

## 全知与自由意志

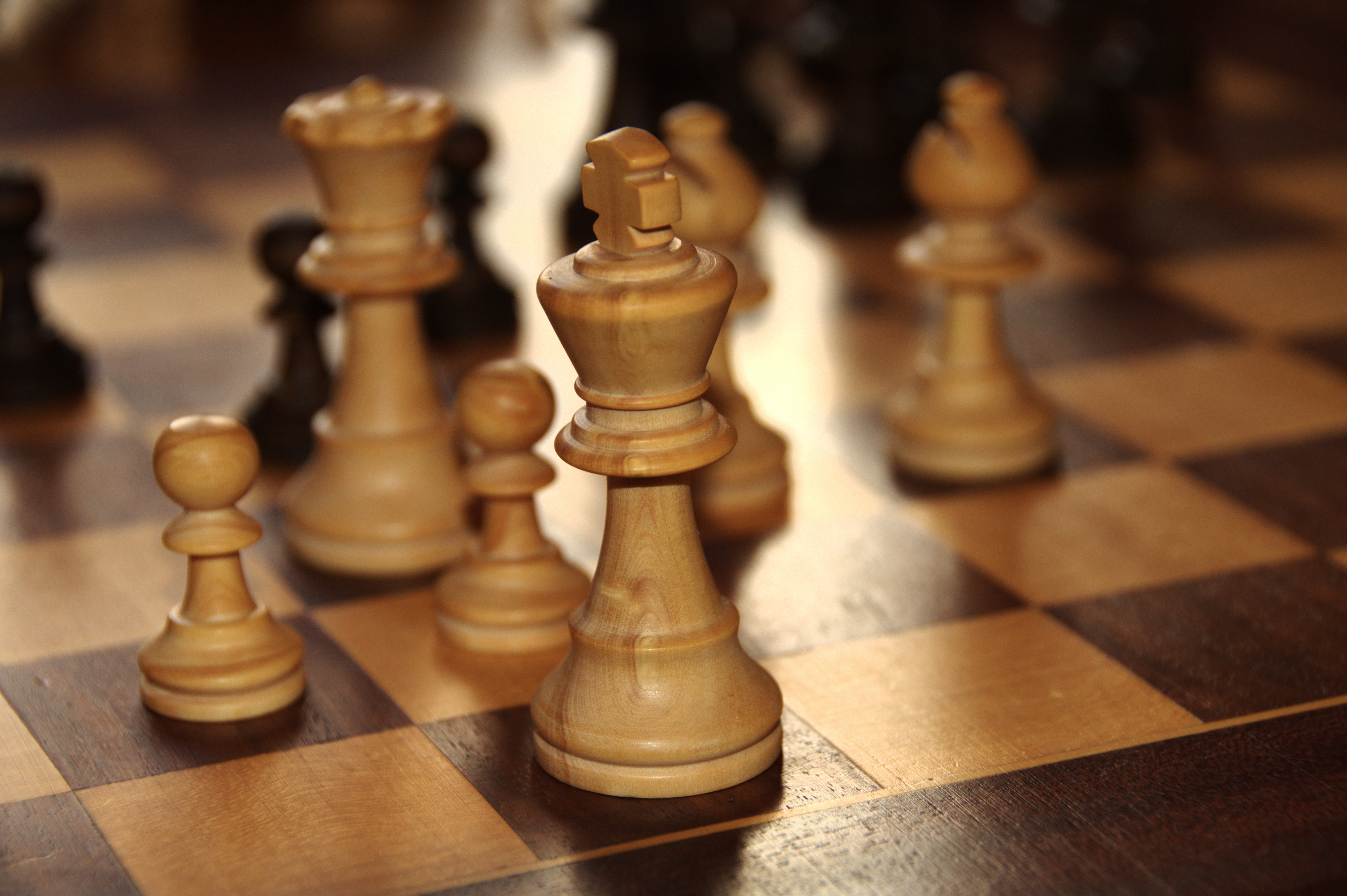
如果上帝创造了游戏、游戏规则和玩家，那么任何玩家都可以自由吗？

有關神的存在性的论点，這個論點都關注在人类是否拥有自由意志和上帝是否全知的關聯性，这些论点和预定論都有密切的相关。
摩西·迈蒙尼德斯用传统的善恶行為就人的自由意志提出了一种论点，内容如下：
… "Does God know or does He not know that a certain individual will be good or bad? If thou sayest 'He knows', then it necessarily follows that the man is compelled to act as God knew beforehand how he would act, otherwise, God's knowledge would be imperfect.…"
（翻譯：上帝知道某個人的好壞嗎？如果您說'他知道'，那麼必然有引力強制他按照上帝所事先知道的方式行事，否則，上帝不是全知。）
這個论点的逻辑表述如下： 
1. 上帝知道人类会“自由做出”的选择“ C”。
2. 现在有必要做C。
3. 如果现在需要C，则C不能排除（这是“必需”的定义）。這是由于预定目的而没有实际的“可能性”。
4. 如果您在采取行动时无法采取其他行动，那么您将无法自由行动（替代可能性原则）
5. 因此，当您做某件事时，您不会自由地做。

但是，诺曼·斯沃兹认为上述论点构成了模态谬论。他認為如果假設C为真，有必要使C为真，这是不正确的。因为C只是偶然發生的（请参见模态逻辑）。否则，人们可以说，无论他采取何种行动，都已经确定了未来。 
然而，亦有人提出了使上帝的全知和人类自由意志相协调的論據。他們都在嘗試重新定义自由意志：
- 上帝可以事先知道我会做什么，因为自由意志只能被理解为免于約制，任何进一步的幻想都是幻觉，这是從相容論的方式理解
- 上帝的主权存在於自由意志當中，它为行动和选择权提供了內在的推動力。因此，一个人的行为是由上帝和周围的环境和他们相对选择的能力来决定。 [4]

波愛修斯最初提出了一個有關時間的問題，后来托马斯·阿奎那和C·S·路易斯都提出了相關命题，他們都表明上帝对时间的理解是不同的，這亦與我們對自由意志的理解相關。路易斯在他的《纯粹的基督教》一书中指出，上帝实际是在时间之外，因此不会“预见”事件，而是一次观察所有事件。他解释说：
But suppose God is outside and above the Time-line. In that case, what we call "tomorrow" is visible to Him in just the same way as what we call "today". All the days are "Now" for Him. He does not remember you doing things yesterday, He simply sees you doing them: because, though you have lost yesterday, He has not. He does not "foresee" you doing things tomorrow, He simply sees you doing them: because, though tomorrow is not yet there for you, it is for Him. You never supposed that your actions at this moment were any less free because God knows what you are doing. Well, He knows your tomorrow's actions in just the same way—because He is already in tomorrow and can simply watch you. In a sense, He does not know your action till you have done it: but then the moment at which you have done it is already "Now" for Him.
（翻譯：但是，假設上帝在時間軸之外。在這種情況下，我們所謂的“明天”對祂來說是可見的，與我們所謂的“今天”一樣。所有的日子對祂來說都是“現在”。祂不用記得您昨天做的事，只需看見您現在做的事。因為，儘管您遺忘了昨天，但祂卻不存在是否忘記。祂不須“預測”您明天做的事，祂只需觀察您正在做的事情。因為儘管明天還沒有到您那裡，但對祂來說已經在「明天」。您從來沒有想過，此時此刻的您減少了自由，因為上帝知道您在做什麼。好吧，祂以同樣的方式知道您明天的行為，因為祂已經在明天並且可以看著您。從某種意義上說，祂不需要知道你的行動，只需靜靜的看著你完成為止。對於祂來說，你每一刻都處於“現在”。）
莫連拿主義普遍反对這種主張，他們认为上帝可以違反事实地了解祂的创造行为。 Alvin Plantinga和William Lane Craig等人已将其用作论据。

## 自由意志论证神的不存在
丹·巴克认为，自由意志論可能成為“对上帝不存在的论证”  ，理由是上帝的全知与拥有自由意志的上帝不相容，并且如果上帝没有自由意志，上帝就不是個體。
有神论者普遍认为神是一個個體，神是全知的。但是對於“全知”的含义有些分歧：
1. “知道上帝选择知道的一切，并且在逻辑上是可能知道的”或者
2. “知道在逻辑上可能知道的一切”

然而，这两个論證都称为全知。

## 參看
- 神
- 神學
- 自由意志
- 神學宿命論
- 預定論